# Longinos Lumbreras
Longinos Lumbreras (?, s. XVIII - s. XIX) va ser un escultor, vidrier i llauner espanyol.
Segons l'edat que calcula Manuel Ossorio, hauria nascut vers 1769. A finals de segle xviii era actiu a Calahorra, on va treballar com a vidrier i llauner en les reparacions del convent de franciscans de Sant Salvador després de la Guerra Gran, a més d'actuar com a perit per valorar els béns dels elements fusteria de l'inventari de béns de José Raón Cejudo, membre d'una important i rica família de la ciutat. El 1859 residia a Bilbao i tenia vora 90 anys, però no s'havia retirat, sinó que estava treballant en un pas de Setmana Santa. Segons Ossorio, va ser autor de més de 400 imatges religioses repartides a diferents esglésies del País Basc.